# Cuora galbinifrons
Espèce
Synonymes
- Cistoclemmys galbinifrons (Bourret, 1939)
- Cyclemys flavomarginata hainanensis Li, 1958

Statut de conservation UICN

 CR A1d+2d : 
En danger critique
Statut CITES
Cuora galbinifrons ou Tortue-boîte à front jaune est une espèce de tortues de la famille des Geoemydidae.

## Répartition
Cette espèce ne se rencontre que dans quelques forêts montagneuses denses en Chine au Guangxi et à Hainan ainsi que dans les Annamites au Viêt Nam et au Laos. Elle est en danger dans la nature.

## Description
C'est une tortue boîte asiatique plutôt terrestre et chasseuse même si elle aime aller dans l'eau.

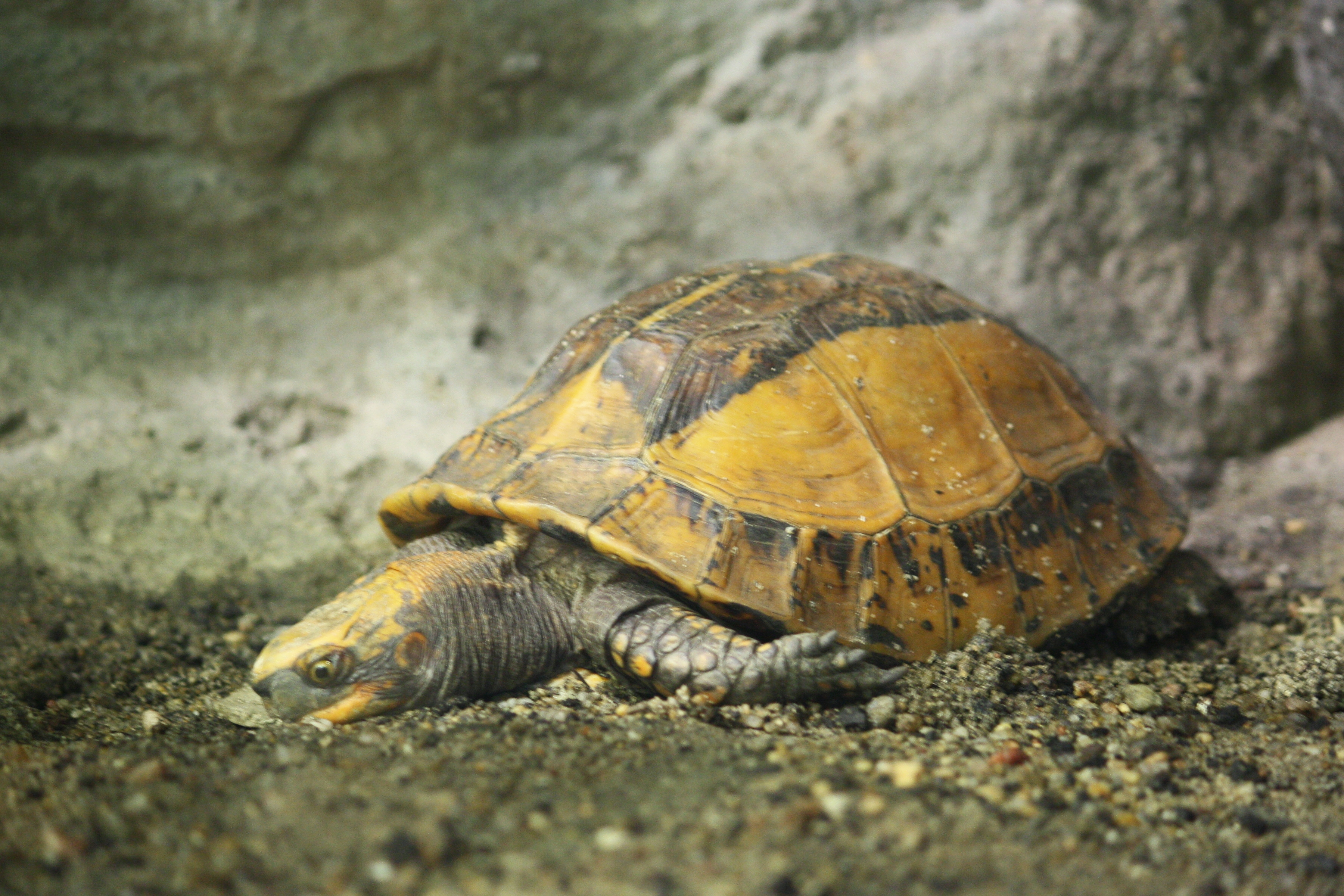
Tortue-boîte à front jaune, Zoo de Prague, République tchèque

La carapace de cette tortue atteint jusqu'à 20 cm de long et elle peut se fermer hermétiquement comme une boîte. Bien camouflée, elle se fond au milieu de la litière végétale.

## Alimentation
La tortue-boîte à front jaune est omnivore. Son régime alimentaire est composé de pousses de bambou, de fruits tombés sur le sol, de vers de terre et de carcasses d'animaux.

## Reproduction
Cuora galbinifrons pond 3 fois par an et dépose dans son nid de 1 à 3 œufs chaque fois.

## Publication originale
- Bourret, 1939 : Notes herpétologiques sur l'Indochine française. XVIII. Reptiles et batraciens reçus au Laboratoire des Sciences Naturelles de l'Université au cours de l'année 1939. Descriptions de quatre espèces et d'une variété nouvelles. Bulletin Général de l'Instruction Publique, Hanoi, vol. 19, p. 5-39.